# Theridion tinctum
Theridion tinctum là một loài nhện trong họ Theridiidae.
Loài này thuộc chi Theridion. Theridion tinctum được Charles Athanase Walckenaer miêu tả năm 1802.